# Белый медведь 9-го калибра
«Белый медведь калибра 9 мм» (нем. Der Eisbär) — фильм немецкого актёра и режиссёра Тиля Швайгера, созданный совместно с Гранцом Хенманом в жанрах боевика и триллера. Картина стала первым самостоятельным опытом Швайгера как режиссёра и оказалась достаточно успешной в прокате. Она создана в характерном для него жестком стиле антиистеблишмента. Критики невысоко оценили фильм с вялой сюжетной линией и неубедительной попыткой съёмки в стиле «под Тарантино».

## Сюжет
Один из героев картины — Лео, профессиональный киллер, допустил ошибку, неверно выполнив заказ. Теперь он сам должен умереть. Второй персонаж — Ника, также допустила ошибку: она не смогла доставить по назначению специальный автомобиль. Два парня Фабиан и Реза угнали его, не предполагая, в какой переплёт из-за этого попадут. Случай сводит Лео и Нику в маленькой пивной. Они понимают что друг без друга не могут жить, однако им самим осталось жить очень мало.

## В ролях
| Актёр               | Роль                    |
| ------------------- | ----------------------- |
| Тиль Швайгер        | Лео                     |
| Карина Кравчик      | Нико                    |
| Бенно Фюрман        | Фабиан                  |
| Флориан Лукас       | Реза                    |
| Юрген Таррач        | Манни                   |
| Владимир Вейгл      | Томас                   |
| Тьерри Ван Вервеке  | Норберт                 |
| Роберт Виктор Минич | Борис                   |
| Ральф Херфорт       | полицейский             |
| Ральф Рихтер        | полицейский             |
| Том Герхардт        | менеджер American Diner |

## Награды и номинации
- Карина Кравчик была номинирована на премию New Faces Awards германского еженедельного журнала Bunte.